# Glazer
Glazer je priimek v Sloveniji, ki ga je po podatkih Statističnega urada Republike Slovenije na dan 1. januarja 2010 uporabljalo 112oseb in je med vsemi priimki po pogostosti uporabe uvrščen na 3.940. mesto.

## Znani slovenski nosilci priimka
- Alenka Glazer (1926—2020), pesnica, prevajalka, literarna zgodovinarka, urednica
- Janko Glazer (1893—1975), pesnik, literarni zgodovinar, knjižničar, urednik
- Jože Glazer (*1950), sociolog, kadrovski menedžer
- Ludvik Glazer Naudé (*1961), ilustrator, vizualni umetnik v Nemčiji

## Znani tuji nosilci priimka
- Malcolm Irving Glazer (1928—2014), ameriški poslovnež
- Tom Glazer (1914—2003), ameriški glasbenik